# 今野耿介
今野 耿介（こんの こうすけ、1921年8月27日 - 没年不詳）は日本の内務・警察官僚。和歌山県警察本部長、新潟県警察本部長、四国管区警察局長などを務めた。

## 来歴
旧制浪速高等学校、東京帝国大学法学部卒業。1944年 内務省に入省。熊本県に配属され、内務部農務課、内務部地方課兼農務課、内務部庶務課で勤務。その後は宮城県、栃木県警察部、国家地方警察栃木県本部、札幌警察管区本部、保安庁保安局、防衛庁防衛局などで勤務。1954年6月からサザンメソジスト大学へ留学。青木正国家公安委員会委員長秘書官（事務担当）、警務局付兼内閣調査室内閣調査官、大平・黒金両内閣官房長官秘書官（事務担当）。
1964年7月 長官官房能率管理課長。1966年3月5日 保安局防犯少年課長。1967年7月21日 和歌山県警察本部長。1969年8月30日 新潟県警察本部長。1971年1月22日 四国管区警察局長。1972年7月14日 退官。
1977年4月1日 年金福祉事業団監事。

## 略歴
- 1944年4月：内務省に入省。熊本県に配属。
  - 内務部農務課、内務部地方課兼農務課、内務部庶務課、知事官房県民室主任[1]。
- 1947年4月：高等試験行政科を合格[1]。
- 1947年：宮城県総務部地方課。
  - 総務部地方課審査室長[1]。
- 1947年6月27日：栃木県警察部警務課長（警視）[3]。
- 1948年：国家地方警察栃木県本部警務部長 兼 総務部長。
- 1949年：国家地方警察宮城県本部警務部長。
- 1951年11月：札幌警察管区本部警務部人事装備課長[1]。
- 1953年8月：保安庁保安局。
- 1954年6月30日：防衛庁防衛局防衛第一課員。
- 1954年6月：サザンメソジスト大学へ留学。
- 1957年：警察庁長官官房総務課理事官（警視正）。
- 1958年6月：青木正国家公安委員会委員長秘書官（事務担当）。
- 1959年6月：警務局付（欧米視察）。
- 1960年4月15日：警務局付 兼 内閣調査室内閣調査官。
- 1961年2月：大平内閣官房長官秘書官（事務担当）（警視長）。
- 1962年7月：黒金内閣官房長官秘書官（事務担当）。
- 1964年7月：長官官房能率管理課長。
- 1966年3月5日：保安局防犯少年課長。
- 1967年7月21日：和歌山県警察本部長。
- 1969年8月30日：新潟県警察本部長。
- 1971年1月22日：四国管区警察局長。
- 1972年7月14日：退官。